# Amtsgericht Rotenburg an der Fulda

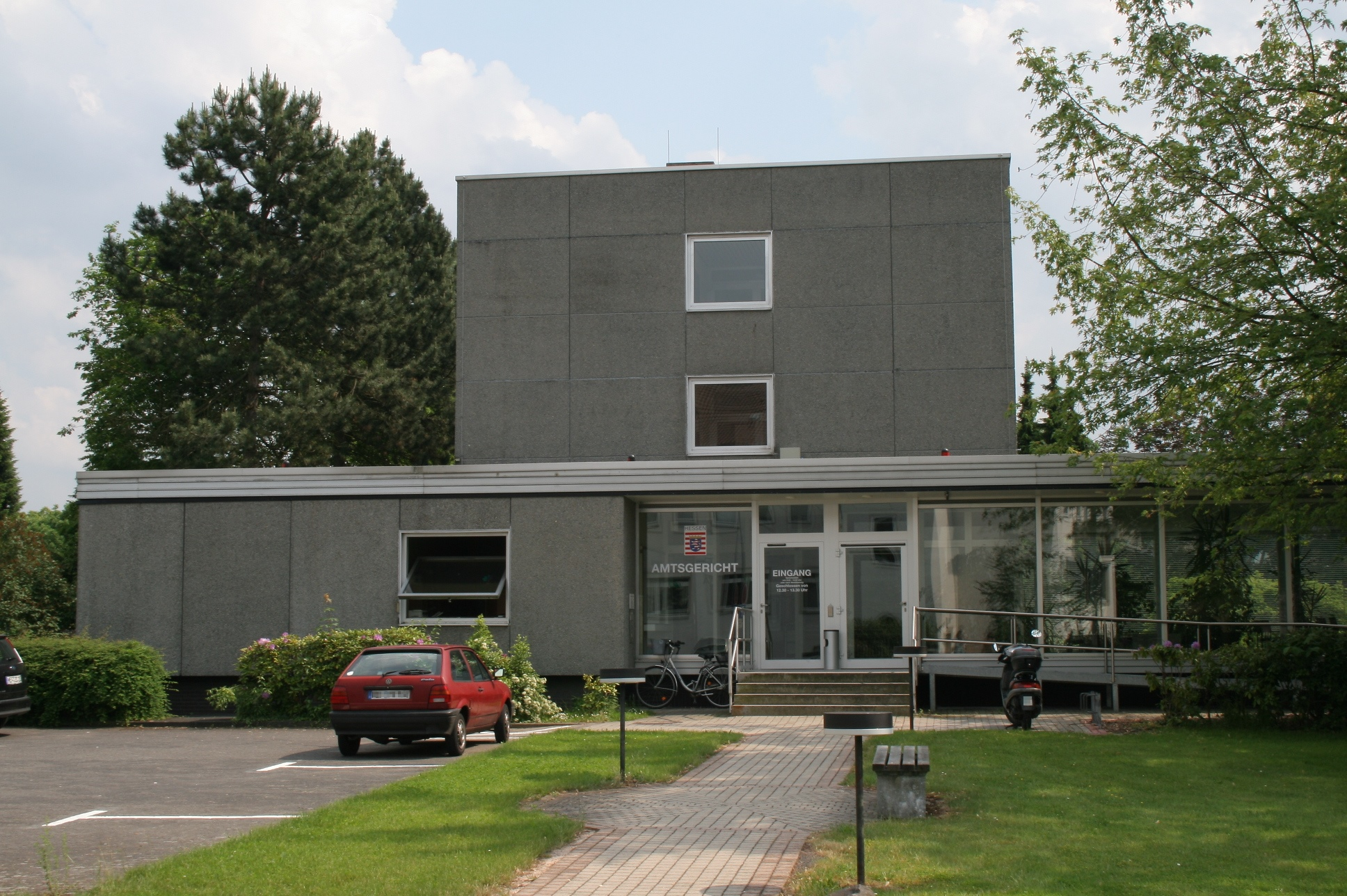
Gerichtsgebäude (2007)

Das Amtsgericht Rotenburg an der Fulda war ein Gericht der ordentlichen Gerichtsbarkeit in Rotenburg im Landkreis Hersfeld-Rotenburg.

## Geschichte

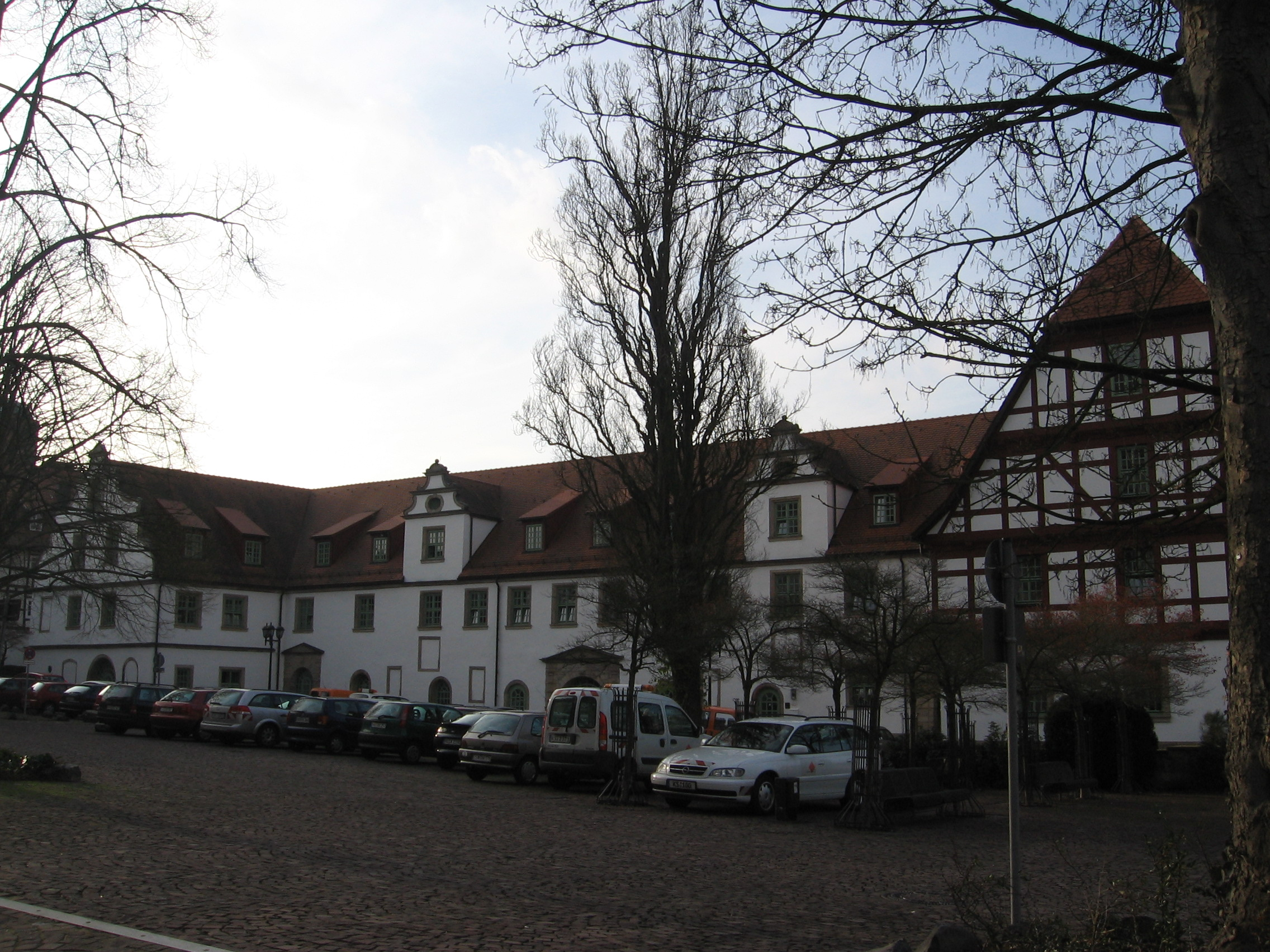
Marstall, früherer Sitz des Gerichtes

Mit dem Edikt „Die Umbildung der bisherigen Staatsverwaltung betreffend“ vom 29. Juni 1821 wurden im Kurfürstentum Hessen Justiz und Verwaltung getrennt. In Rotenburg entstanden die Justizämter Rotenburg I, II und III als Gerichte erster Instanz. Im Jahre 1836 wurde das Justizamt Rotenburg III aufgelöst. Zum Justizamt Rotenburg I gehörte die Stadt Rotenburg, Bebra und elf weitere Dörfer. Dem Justizamt Rotenburg II waren 29 Dörfer zugeordnet. Die beiden Justizämter hatten ihren Sitz im Marstall des Schlosses.
Im Jahre 1849 wurde zusätzlich das Obergericht Rotenburg als Gericht zweiter Instanz eingerichtet. Dieses bestand nur bis zum 31. Oktober 1851 und erhielt als Sitz die 1832/33 erbaute neue Stadtschule („Gelbe Schule“) vor dem kurz zuvor abgebrochenen Untertor. 1852 bis 1863 bestand stattdessen neben den beiden Justizämtern ein Kriminalgericht Rotenburg am Ort. Nach der Annexion Kurhessens durch Preußen wurden 1867 die bisherigen Justizämter Rotenburg I und II zum Amtsgericht Rotenburg zusammengelegt. 1879 wurde das erst im September 1867 einrichtete Kreisgericht Rotenburg aufgelöst und das Amtsgericht bezog dessen Diensträume. Im Jahre 1932 wurde ein Teil des Gerichtsbezirks des aufgelösten Amtsgerichtes Nentershausen dem Amtsgericht Rotenburg zugeordnet.
Zum 31. Dezember 2011 wurde das Amtsgericht Rotenburg an der Fulda gemäß Beschluss des hessischen Landtags vom 15. September 2011 aufgelöst. Vorausgegangen war ein Beschluss im Rahmen des Projektes Konsolidierung und Kompensation (KuK) des Hessischen Justizministeriums vom Juni 2010. Die Aufgaben des Amtsgerichtes Rotenburg an der Fulda gingen an das Amtsgericht Bad Hersfeld über, dass auch das Personal übernahm. Räumlich stand in Bad Hersfeld ausreichend Kapazität zur Verfügung, da gleichzeitig das Arbeitsgericht Bad Hersfeld aufgelöst wurde.

## Gerichtssitz und -bezirk
Der Sitz des Gerichtes war in Rotenburg an der Fulda in der Weidenberggasse 1. Der Gerichtsbezirk des Amtsgerichts Rotenburg an der Fulda umfasste die Städte und Gemeinden Alheim, Bebra, Cornberg, Nentershausen, Ronshausen, Rotenburg und Wildeck (jeweils inklusive aller Stadt- und Ortsteile). Alle liegen im Landkreis Hersfeld-Rotenburg.

## Übergeordnete Gerichte
Dem AG Rotenburg an der Fulda übergeordnet war das Landgericht Fulda. Im weiteren Instanzenzug waren das Oberlandesgericht Frankfurt am Main sowie der Bundesgerichtshof übergeordnet.

## Juristen, die am Amtsgericht Rotenburg an der Fulda tätig waren
- Adam von Trott zu Solz, deutscher Jurist, Diplomat und Widerstandskämpfer gegen den Nationalsozialismus
- Walter Wallmann, ehem. Hessischer Ministerpräsident und Bundesumweltminister